# 20639 Мішельлуї
20639 Мішельлуї (20639 Michellouie) — астероїд головного поясу, відкритий 4 жовтня 1999 року.
Тіссеранів параметр щодо Юпітера — 3,362.